# Тайваньская система мер
Тайваньская система мер (кит. трад. 台制, пиньинь Táizhì, пэвэдзи: Tâi-chè) — традиционная система мер, используемая на Тайване. Многие элементы системы происходят из японской системы мер и имеют названия, близкие к единицам измерения китайской системы мер, но разные соотношения, чем принятые в Китае или Гонконге. Иногда эти единицы мер используются совместно с официальными единицами международной системы единиц, иногда — полностью самостоятельно, а некоторые полностью вымещены международными единицами измерения. Лингвистически практически все тайваньские единицы измерения являются счётными словами, специальными лексическими единицами, которые используются в качестве классификаторов существительных в китайских языках.

## Длина
Меры длины на Тайване в основном метрические, но некоторые до сих пор использующиеся единицы восходят к традиционной китайской системе мер.

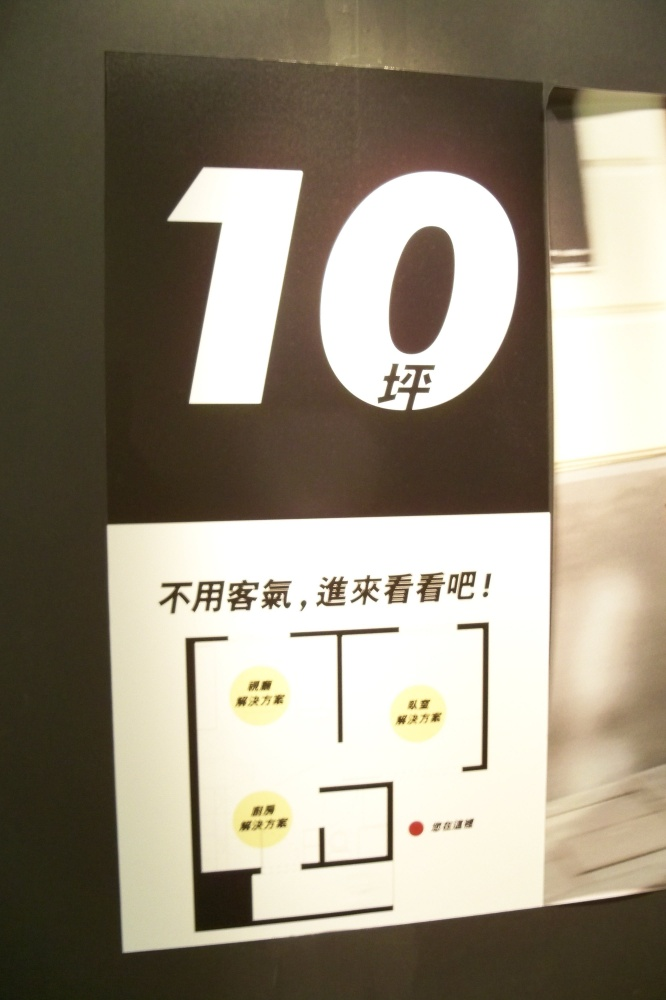
Объявление о квартире площадью 10 phêng

- 1 chhùn (кит. трад. 寸, пиньинь cùn, пэвэдзи: chhùn) = 3,030 см
- 1 chhioh (кит. трад. 尺, пиньинь chǐ, пэвэдзи: chhioh) = 10 chhùn = 30,30 см

## Площадь
В отличие от других типов единиц, для измерения площади почти исключительно используются традиционные единицы. Тайваньские единицы измерения земли происходят как от традиционных голландских единиц измерения, так и от японской системы мер. Основная единица измерения kah происходит от устаревшей голландской единицы площади земли морг (или от голландского слова akker — поле), которая получила распространение во время голландской колонизации Тайваня. Термин lê используется для обозначения площади, которую может обработать один человек на одном буйволе за один день. Единица измерения площади пола в помещении phêng (пиньинь: ping) происходит от японской единицы площади цубо и равна площади двух спальных татами.
- 1 phêng (кит. трад. 坪, пиньинь píng, пэвэдзи: phêng) = 3,306 м²
- 1 bó· (кит. трад. 畝, пиньинь mǔ, пэвэдзи: bó͘) = 30 phêng = 99,2 м²
- 1 kah (кит. трад. 甲, пиньинь jiǎ, пэвэдзи: kah) = 2934 phêng = 9699 м²
- 1 lê (кит. трад. 犁, пэвэдзи: lê) = 5 kah = 14670 phêng = 48496 м²

## Объём
Все используемые единицы измерения объёма являются метрическими.

## Масса
Вес на расфасованных товарах обычно указывается в метрической системе, но товары, продающиеся на вес измеряются в традиционных единицах.
- 1 cash (кит. трад. 釐, пиньинь lí)= 37,5 мг.
- 1 candareen (кит. трад. 分, пиньинь fēn, пэвэдзи: hun)= 10 cash = 375 мг.
- 1 mace (кит. трад. 錢, пиньинь qián, пэвэдзи: chîⁿ)= 10 candareens = 3,75 г.
- 1 tael (кит. трад. 兩, пиньинь liǎng, пэвэдзи: niú)= 10 mace = 37,5 г.
- 1 Кэтти (кит. трад. 斤, пиньинь jīn, пэвэдзи: kin или kun)= 16 taels = 600 г.
- 1 picul (кит. трад. 擔, пиньинь dàn, пэвэдзи: tàⁿ)= 100 catties = 60 кг.

Все приведённые выше единицы измерения совпадают с таковыми китайской системы мер.